# Bernard Berenson
Bernard Berenson (Butrimonys, actual Vílnius, Lituània, 26 de juny de 1865 - Florència, Itàlia, 6 d'octubre de 1959) fou un expert en art estatunidenc nascut a Lituània. Els seus estudis sobre l'art i els seus contactes amb l'alta societat estatunidenca el van fer ric gràcies al fet que va posar de moda el Renaixement en el mercat de l'art i va autentificar nombroses obres. Ja el 1907, la seva obra  Drawings of the Florentine Painters  li havia consagrat com la principal guia del renaixement italià. La seva teoria sobre l'empatia en l'observador provocada per valors tàctils va estar molt de moda quan la va publicar per primera vegada, el 1896.
La seva relació de 30 anys amb el marxant Lord Joseph Duveen li va permetre viure luxosament en la seva vila de Vallombrosa, prop de Florència. Les seves obres més reflexives ( Rumour and reflections , 1952;  Seeing and Knowing , 1953, i la pòstuma,  The passionate Sightseer ) van convertir en un savi molt respectat. Va assessorar a diversos col·leccionistes americans (com Isabella Stewart Gardner) i així contribuir a l'auge dels museus als EUA. Va donar tots els seus béns a la Universitat Harvard, que l'havia ajudat a passar de la infància a l'erudició. La seva neboda besneta, Marisa Berenson, és una famosa actriu nord-americana. La germana de Marisa, Berry Berenson, va ser una fotògrafa i actriu i la dona de l'actor Anthony Perkins. Berry va morir en els atemptats de l'11 de setembre de 2001 a la ciutat de Nova York.